# Pappersstäder
Pappersstäder (originaltitel: Paper Towns) är den tredje ungdomsromanen av författaren John Green. Romanen gavs ut i oktober 2008 i USA och gick in på femte plats på New York Times bästsäljarlista för barn- och ungdomsböcker. Boken fick Edgarpriset 2009 för bästa roman i klassen för ungdomsskönlitteratur.

## Handling
Quentin Jacobsen har tillbringat en hel livstid åt att älska den magnifika och äventyrliga Margo Roth Spiegelman på avstånd. Men eftersom de är så olika, så tillbringar de inte så mycket tid med varandra. Så när hon öppnar hans fönster och klättrar in i hans liv - klädd som en ninja och kallar på honom för en genialisk kampanj av hämnd - följer han efter. Efter deras natt kommer Q till skolan för att upptäcka att Margo, alltid något av en gåta, nu blivit ett mysterium. Hon har försvunnit. Q lär snart att det finns ledtrådar i hennes försvinnande och de är för honom. När han följer Margos väg över USA och ju närmare Q kommer, desto mindre säker är han på vem han letar efter. Han har alltid idoliserat Margo, men nu inser han att hon inte är en gud. Hon är en människa.

## Film
Den 24 mars 2014 köptes rättigheterna för att göra en film upp av 20th Century Fox och kommer att ha samma team som för Förr eller senare exploderar jag. Manuset kommer skrivas av Scott Neustadter och Michael H. Weber samt producerad av Wyck Godfrey och Isaac Klausner. Det är även bekräftat att Nat Wolff kommer spela huvudrollen som Quentin. John Green kommer även att vara exekutiv producent. Jake Schreier kommer att regissera filmen. Filmen hade premiär den 31 juli 2015. Den 16 september 2014 blev det bekräftat att Cara Delevingne kommer spela rollen som Margo.